# Femme Fatale (canción)
«Femme Fatale» es una canción interpretada por la banda estadounidense de rock The Velvet Underground & Nico, publicada como la tercera canción de su álbum debut, The Velvet Underground & Nico (1967).

## Composición y grabación
La canción está escrita en la tonalidad de do mayor. A petición de Andy Warhol, el líder de la banda Lou Reed escribió la canción sobre la superestrella de Warhol, Edie Sedgwick. Según Reed, Warhol dijo cuando se le preguntó qué debería escribir sobre ella: “Oh, ¿no crees que ella es una femme fatale, Lou?”, consecuentemente, Reed escribió «Femme Fatale».
La canción presenta a Nico en la voz principal. El guitarrista Sterling Morrison dijo de la canción:

«Femme Fatale»—ella [Nico] siempre odió eso. Nico, cuyo idioma nativo es el francés minoritario, decía: “El nombre de esta canción es ‘Fahm Fatahl’”. Lou y yo la cantábamos a nuestra manera. Nico odiaba eso. Le dije: “Nico, oye, es mi título, lo pronunciaré a mi manera”.

«Femme Fatale» se grabó en los estudios Sceptre en Nueva York en abril de 1966 mientras el estudio aún estaba en construcción.

## Lanzamiento y recepción
Fue publicada como lado B de «Sunday Morning» en diciembre de 1966. Fue incluida el año siguiente en su álbum debut The Velvet Underground & Nico. Una grabación en vivo de 1969 de la canción se incluyó en Bootleg Series Volume 1: The Quine Tapes (2001).
El crítico de AllMusic Mark Deming pensó que «Femme Fatale» estaba entre las cuatro mejores canciones del álbum. El periodista musical estadounidense Stephen Davis llamó a «Femme Fatale», “una hermosa canción que retrata el trasfondo vívido, conflictivo y emocional de 1966”.

## Créditos
Créditos adaptados desde las notas de álbum.
- Nico – voz principal
- Lou Reed – guitarra líder, coros
- John Cale – piano, guitarra bajo
- Sterling Morrison – guitarra líder, coros
- Maureen Tucker – caja, pandereta